# ۱-کلرو-۲،۲،۲،۱-تترافلوئورو اتان
۱-کلرو-۲،۲،۲،۱-تترافلوئورواتان (به انگلیسی: 1-Chloro-1,2,2,2-tetrafluoroethane) با فرمول شیمیایی C۲HClF۴ یک ترکیب شیمیایی با شناسه پاب‌کم ۱۷۸۲۲ است. که جرم مولی آن ۱۳۶٫۴۷۵۹۵۳ g/mol می‌باشد. 